# La dette
La dette è un cortometraggio muto del 1910.